# Dörflingen
Dörflingen är en ort och kommun i kantonen Schaffhausen, Schweiz. Kommunen hade 1 059 invånare (2023).
Dörflingen gränsar såväl väster som öster till tyskt territorium. Väster om Dörflingen ligger Büsingen, en tysk exklav.